# Oreimo
Ore no Imōto ga Konna ni Kawaii Wake ga Nai (俺の妹がこんなに可愛いわけがない?  lit. 'Mi hermanita no puede ser tan linda'), abreviada Oreimo (俺妹?), es una serie de novelas ligeras escrita por Tsukasa Fushimi e ilustrada por Hiro Kanzaki. Se centra en la relación entre Kyōsuke Kōsaka y su hermana menor, Kirino, quienes se distanciaron años antes del inicio de la historia. No obstante, inevitablemente se acercan cuando él descubre que Kirino, estudiante modelo e hija consentida, oculta a sus padres y allegados su afición por los videojuegos para adultos y otros elementos otaku. A partir de entonces, se adentran en esta cultura y conocen a varios personajes, todos femeninos, debido al esquema harem de la obra. Kyōsuke se convierte en el confidente de Kirino y con el avance de la trama su relación con ella se torna incestuosa.
Después de la finalización de su novela Jūsanbanme no Alice en 2007, Fushimi esbozó una secuencia protagonizada por una muchacha y la envió a un editor de Dengeki Bunko con quien ya había trabajado, Kazuma Miki. Este la aprobó, no sin antes pedir una serie de modificaciones, tales como convertir a la protagonista en una «joven que desprecia a su hermano mayor». La pasión de Kirino por la cultura otaku cumple un papel fundamental, ya que específicamente se buscó captar el interés de ese público. Ni Miki ni Ittetsu Ohara, otro editor, tuvieron influencia en la composición del resto del elenco, aunque Kuroneko y Ayase son personajes que Fushimi no ideó por sí mismo, sino que provienen de sugerencias de la editorial. El contenido relacionado con el incesto, por otro lado, se añadió por insistencia de Miki. Dengeki Bunko se encargó de la serialización y el primer volumen se publicó el 10 de agosto de 2008. Fushimi tenía preparado un borrador de una secuela y la repercusión de Oreimo permitió la continuación del proyecto. La serie como tal consta de doce novelas, la última lanzada el 7 de junio de 2013, a las que se suman cinco tomos sobre historias paralelas centradas en personajes secundarios.
El material impreso se adaptó a manga en 2009, con Fushimi retomando su labor como creador y con Sakura Ikeda en las ilustraciones. Publicado desde enero de ese año en la Dengeki G's Magazine, sus capítulos se recopilaron en cuatro volúmenes tankōbon hasta su finalización en abril de 2011. El argumento es igual al de las novelas, pero el desarrollo es diferente, hasta el punto de que tiene otro final. Las editoriales que obtuvieron la licencia para distribuirla en español son Ivrea para España y Kamite para México. Hay, además, tres mangas más basados en la franquicia: uno derivado sobre Kuroneko, a cargo de Ikeda; una adaptación de Ayase if, obra de Keiji Watari; y una versión de Kuroneko if escrita por Mori Airi. Asimismo, en 2010 se realizó un CD drama, basado en contenido de la primera y tercera novela, y un espectáculo de radio por Internet que se trasmitió en la página web de la serie hasta finales de 2013.
La historia fue adaptada a formato anime primero por AIC y después por A-1 Pictures, con dirección de Hiroyuki Kanbe en ambas temporadas. La primera se emitió desde el 3 de octubre hasta el 19 de diciembre de 2010 en la cadena Tokyo MX y generó doce episodios, seguidos de cuatro OVA transmitidos a través de Internet. Para la segunda temporada se produjeron trece capítulos, emitidos entre el 6 de abril y el 29 de junio de 2013 también en ese canal, además de tres ONA que sirvieron para finalizar la historia. Se publicó un libro suplementario llamado Ore no Imōto ga Konna ni Kawaii Wake ga Nai Anime Production Materials Collection, con información sobre la producción del programa. Adicionalmente, Bandai Namco Games desarrolló dos novelas visuales, la primera en 2011 y la segunda, en 2012.
Oreimo suscitó valoraciones dispares de la prensa, pues se mencionó que cumple a la hora de retratar lo dificultoso de pertenecer a la cultura otaku en Japón, pero se le criticó el comportamiento excesivamente hostil de Kirino y otros personajes femeninos, la relación entre los protagonistas y la falta de humor. Por otro lado, la novela ganó popularidad en poco tiempo y generó buenas ventas en el tiempo en que se serializó. Kirino, Ayase y Kuroneko son los personajes que más notoriedad adquirieron, y el éxito de la franquicia derivó en la producción de una serie de productos comerciales, como ropa y figuras de acción.

## Argumento

### Sinopsis
La historia se centra en Kyōsuke Kōsaka, un estudiante perezoso que no destaca en ningún apartado, y en su hermana menor, Kirino, quien, por el contrario, se muestra como una muchacha aplicada y perfecta. Ambos suelen ignorarse, y ella es especialmente grosera y distante con él. No se explica la razón de su trato hasta mucho más adelante en las novelas, cuando se aborda el pasado de los hermanos: ocho años atrás, Kyōsuke era un niño lleno de energía y su hermana lo admiraba, pero, influido por su amiga Manami, con el tiempo adoptó un estilo de vida despreocupado. Kirino no supo cómo tomar esto y empezó a llevarse mal con él, además de desarrollar su afición por las historias de hermanas pequeñas, al sentirse identificada con este material.
De vuelta al presente, en una ocasión los dos chocan accidentalmente y ella no se percata de que se le cae un DVD de un anime mahō shōjo. Kyōsuke nota que el disco no corresponde con el empaque, sino que se trata de un videojuego eroge centrado, para su sorpresa, en niñas que se enamoran de sus hermanos mayores. Cuando se presenta en la habitación de Kirino durante la noche, esta confiesa que, además de ser una otaku, guarda una vasta colección de animes moe y videojuegos con temática de hermanas menores en su cuarto, algo de lo que sus padres no tienen idea. Es entonces cuando su forma de tratarse cambia rotundamente, puesto que él se convierte en su confidente y Kirino lo alienta a adentrarse en su pasatiempo, para disgusto de Kyōsuke. La muchacha empieza a pedirle «consejos de vida», que no son más que problemas que su hermano debe ayudarla a afrontar.

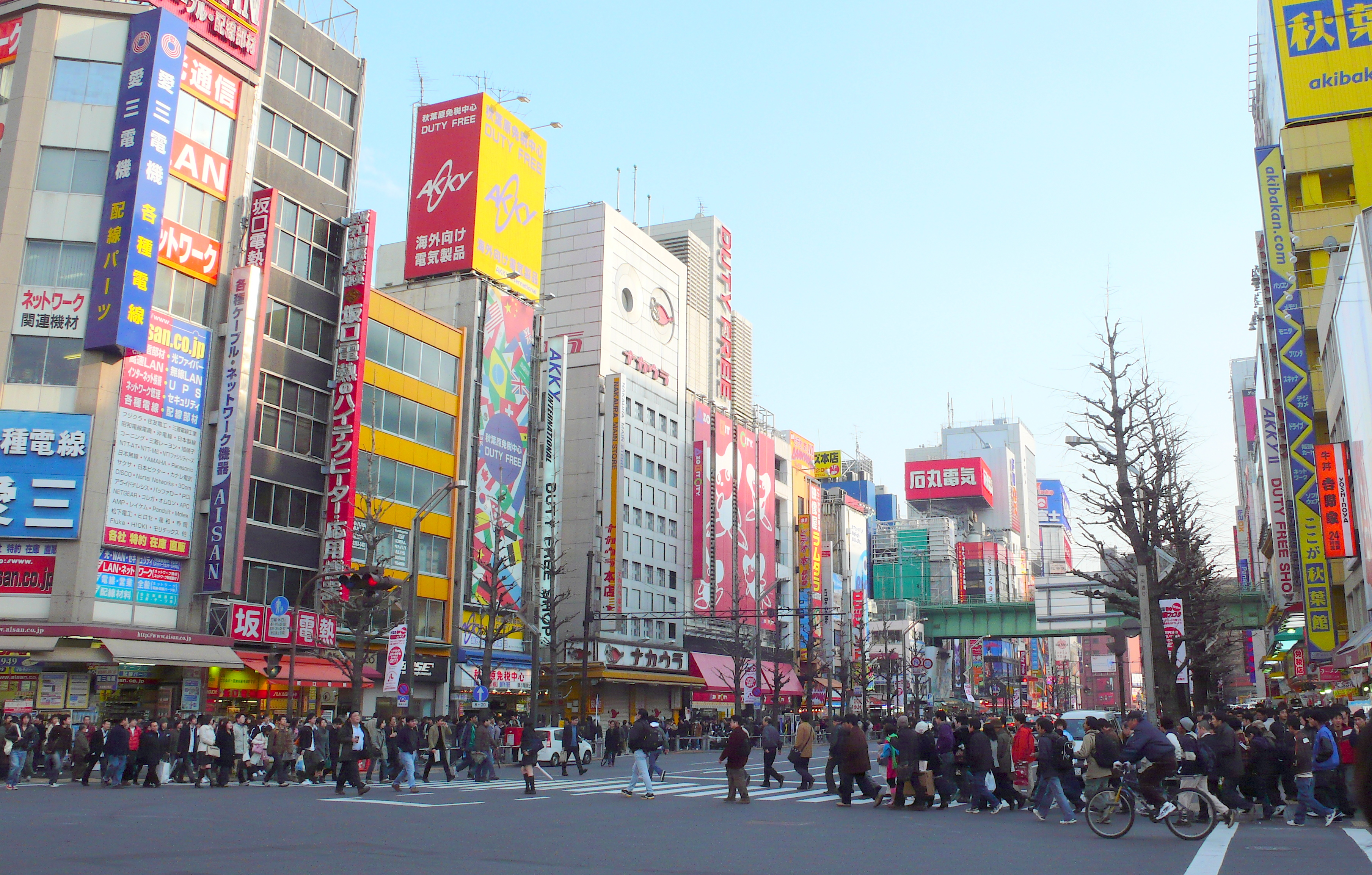
Akihabara, zona repleta de tiendas de anime y manga adonde suelen acudir los protagonistas

Kirino no tiene con quién hablar sobre su pasatiempo aparte de Kyōsuke, ya que su amiga Ayase siente repulsión por ese tipo de material, así que se reúne con un grupo que conoce en Internet. Entabla amistad con dos muchachas: una se hace llamar «Kuroneko» y prefiere los animes de acción y fantasía antes que los mahō shōjo, por lo que constantemente discute con Kirino; y la otra es «Saori Bajīna», quien frecuentemente calma los ánimos entre ambas. Es así como Kuroneko y Saori se unen a las aventuras de los Kōsaka, incluida la competencia entre la primera y Kirino cuando publican un dōjinshi y una novela en línea, respectivamente.
Paulatinamente, Kyōsuke va sintiéndose atraído por varios de los personajes femeninos ya nombrados e, incluso, llega a formar pareja con Kuroneko durante un tiempo. En el octavo volumen, se produce un punto de inflexión porque, una vez aclarado que los protagonistas albergan sentimientos incestuosos entre ellos, empiezan a surgir los celos. Existen divergencias en el final dependiendo del formato; tanto en el original como en el anime concretan su amor, pero de forma platónica, mientras que en la novela visual sí forman pareja, porque allí no son hermanos consanguíneos.

### Temáticas y estilo
Kyōsuke actúa como narrador deficiente y es por ello que la trama se cuenta desde la subjetividad. «Todo lo representado en mi trabajo no es más que la opinión de este personaje. [...] Animo a los lectores a analizar algunos pasajes cuestionando el juicio de Kyōsuke, les resultará interesante», dijo el autor. A partir del noveno volumen, una edición especial que ofrece mayor contexto sobre hechos ocurridos en capítulos anteriores, se produce un cambio a destacar: no es desde la perspectiva de Kyōsuke que se narra la historia, sino que varios de los personajes femeninos asumen este papel. Se configuró así porque Fushimi tenía infinidad de material centrado en ellas que no había podido insertar, y se publicó en ese momento porque Miki consideró que era el más oportuno, ya que el anime gozaba de gran popularidad.
| Esta hermana realista se acerca a su hermano mayor, con quien mantiene una especie de guerra fría, pidiendo extraños «consejos de vida»... ¿Cómo responderá el hermano? De eso trata la serie. —Kazuma Miki. |

Tal como se mencionó anteriormente, al principio de la novela los hermanos ni siquiera se hablan, pero comienzan a reconstruir su vínculo en el momento que Kyōsuke ayuda a Kirino con varias situaciones, como cuando oculta sus cuestionables gustos a su estricto padre. Sus personalidades totalmente diferentes generalmente desembocan en discusiones, pero se importan el uno al otro. En palabras de Miki: «A Kirino le desagrada Kyōsuke y viceversa. Aun así, creo que sienten más que solo disgusto por el otro. Se necesitan, aunque no se agraden. Si Kirino desapareciera, Kyōsuke se sentiría solo. Las personas guardamos sentimientos muy complejos y creo que estos personajes reflejan eso».
Si bien Japón es el país donde se creó el anime y manga, esto no significa que allí la opinión general hacia los otakus sea positiva, dado que se lo considera un pasatiempo fomentador de prácticas antisociales. Entonces, a través de Kirino, los lectores occidentales pueden comprender cómo se siente ser fanático del manga en Japón, algo visto como una «vergüenza», al menos en la época en que se escribió la historia. Por su condición de «serie que trata de profundizar en temas que nunca han sido tocados», parte del argumento de Oreimo se centra en el enamoramiento entre hermanos. Si bien hubo una oleada de series japonesas sobre incesto fraternal a partir de 1999, su popularidad había decrecido enormemente hacia mediados de la década de 2010, cuando comenzó la serialización de esta novela. Una diferencia clave entre Oreimo y obras como Sister Princess o Koi Kaze es que la «hermanita» en cuestión no es tierna ni sumisa. Tanto en el manga como en su versión animada se añadió una importante cantidad de fanservice.

### En otras franquicias
Hay ciertas conexiones entre Oreimo y otros trabajos de Fushimi. A modo de ejemplo, algunos de sus personajes aparecen brevemente en el octavo y en el undécimo episodio de Eromanga Sensei, lo que llevó a un crítico a especular que transcurren en el mismo universo.
En 2018, personajes de ambas series figuraron en el videojuego para computadoras Engage Princess, creado por Fushimi y diseñado por Hiro Kanzaki. Son Kirino —en dos versiones—, Kuroneko y Ayase quienes aparecen, con una edad mayor a la que tienen cuando finaliza la novela. En 2020, el autor escribió una historia a modo de cruce entre sus dos obras, que se incluyó en el libro conmemorativo de la Kadokawa Light Novel Expo de ese año. Oreimo también guarda similitudes con una novela anterior de Fushimi, Neko Sis, cuya protagonista presenta características idénticas a las de Kuroneko. Fue al revelarse su verdadero nombre, en el quinto tomo, cuando se esclareció que se trataba de personajes diferentes, aunque Fushimi admitió que, al estar redactadas de forma muy parecida, era normal que se las confundiera. Por lo demás, Kirino y Kuroneko son personajes seleccionables de los videojuegos Sega Hard Girls (2013) y Dengeki Bunko: Fighting Climax (2015), esta última en su versión para PlayStation 3.

## Personajes
A continuación, se describe brevemente a los personajes principales y se nombra a los seiyū del anime y el CD drama, que son los mismos:
- Kyōsuke Kōsaka (高坂 京介 Kōsaka Kyōsuke?) es un estudiante de preparatoria de diecisiete años, quien no destaca en ningún apartado y mantiene un tranquilo estilo de vida, aunque en el pasado era mucho más activo.[1][2] Encuentra extrañas e inquietantes las aficiones de su hermana y, si bien más adelante adquiere gustos otaku, nunca termina convirtiéndose en uno como tal.[34] Sus seiyū son Yūichi Nakamura normalmente y Mami Fujita cuando el personaje es niño.[28]

- Kirino Kōsaka (高坂 桐乃 Kōsaka Kirino?) es una estudiante de secundaria de catorce años, bella y aplicada.[1][26] Para ganar algo de dinero, trabaja a tiempo parcial como modelo de revistas para adolescentes.[6] Detrás de todo ello, sin embargo, esconde una personalidad hostil digna de una tsundere, además de gustos por animes, videojuegos para adultos y toda historia sobre relaciones entre hermanos.[26] En una oportunidad, esto la lleva a crear una novela que publica en línea.[42] Su seiyū es Ayana Taketatsu.[28]

- Kuroneko (黒猫?  lit. «Gato negro»), cuyo verdadero nombre es Ruri Gokō (五更 瑠璃 Gokō Ruri?), es una de las amigas otaku de los protagonistas. De contextura pequeña y carácter mordaz, es fanática de las series fantásticas y de acción, lo que genera conflictos con Kirino, quien prefiere otros géneros.[34] Posee lo que los japoneses llaman «síndrome de octavo grado», escribe novelas autopublicadas y funciona como interés amoroso de Kyōsuke, una vez inscripta en su misma escuela.[56][38] Su seiyū es Kana Hanazawa.[28]

- Saori Bajīna (沙織・バジーナ Saori Bajīna?), cuyo verdadero nombre es Saori Makishima (槇島 沙織 Makishima Saori?), es la otra amiga otaku de los Kōsaka. Constrasta con Kuroneko, puesto que es muy alta y mucho más afectuosa, además de que siempre se preocupa por el bienestar de su grupo de amigos.[34][38] Detrás de unas gafas grandes que nunca se quita, esconde un bello rostro y, de acuerdo con lo descrito en la obra, viste de manera poco convencional.[35][38] Su seiyū es Hitomi Nabatame.[28]

- Ayase Aragaki (新垣 あやせ Aragaki Ayase?) es la mejor amiga de Kirino. También trabaja como modelo y siente desprecio por el manga y anime en general, por lo que inicialmente la protagonista le esconde su gusto por ese material.[34] A pesar de su actitud angelical,[38] en ocasiones adopta rasgos propios de una yandere, como el hecho de patear a Kyōsuke cada vez que interpreta que la está acosando sexualmente.[57][35] Con el tiempo descubre la afición de su amiga, pero acaba por comprenderla, mientras que su hostilidad hacia Kyōsuke se mantiene.[38] Su seiyū es Saori Hayami.[28]

- Manami Tamura (田村 麻奈実 Tamura Manami?) es la mejor amiga de Kyōsuke. Es una muchacha tranquila y amable, a tal punto que el protagonista compara su actitud con la de una anciana.[6][34] No parece ver a Kyōsuke de otra forma que un amigo, y viceversa, aunque desde el tercer volumen se enamora de él.[42] Se muestra en contra de que su amigo esté en pareja con su propia hermana y mucho menos le agrada el hecho de que pretendan casarse.[44] Su seiyū es Satomi Satō.[28]

- Kanako Kurusu (来栖 加奈子 Kurusu Kanako?) es una compañera de escuela de Kirino y Ayase, además de que también trabaja como modelo. Egócentrica y de complexión pequeña, detesta a los otaku.[35] Se la retrata como una idol bella en apariencia y fácilmente irritable.[46] Su seiyū es Yukari Tamura.[28]

## Producción

### Composición
Después de haber trabajado con Fushimi en Jūsanbanme no Alice (2006-2007), el editor de Dengeki Bunko, Kazuma Miki, vio dos puntos fuertes en esta obra: el uso del realismo mundano, que le pareció divertido, y las características otaku de uno de los personajes. Le encomendó, entonces, que en su siguiente proyecto ahondara en esos temas. Fushimi ideó una secuencia protagonizada por una chica joven y se la envió como muestra. Miki recomendó que modificara el personaje para que se asemejara a alguno del manga Great Teacher Onizuka, razón por la que Kirino acabó convirtiéndose en una colegiala ruda que, paradójicamente, necesita la ayuda de su hermano para superar diversas situaciones. El editor quería que fuera una «representación genuina de una hermana menor. [...] Esa que te cruzas en casa y no tiene ningún interés en lo que haces», dado que, según él, las dóciles «hermanitas» de las novelas visuales y los animes que salen en Oreimo no existen. A Fushimi no le agradó la premisa propuesta, pero igual se comprometió con el proyecto. Nunca había escrito una comedia romántica, así que leyó varias obras de MF Bunko J para instruirse.

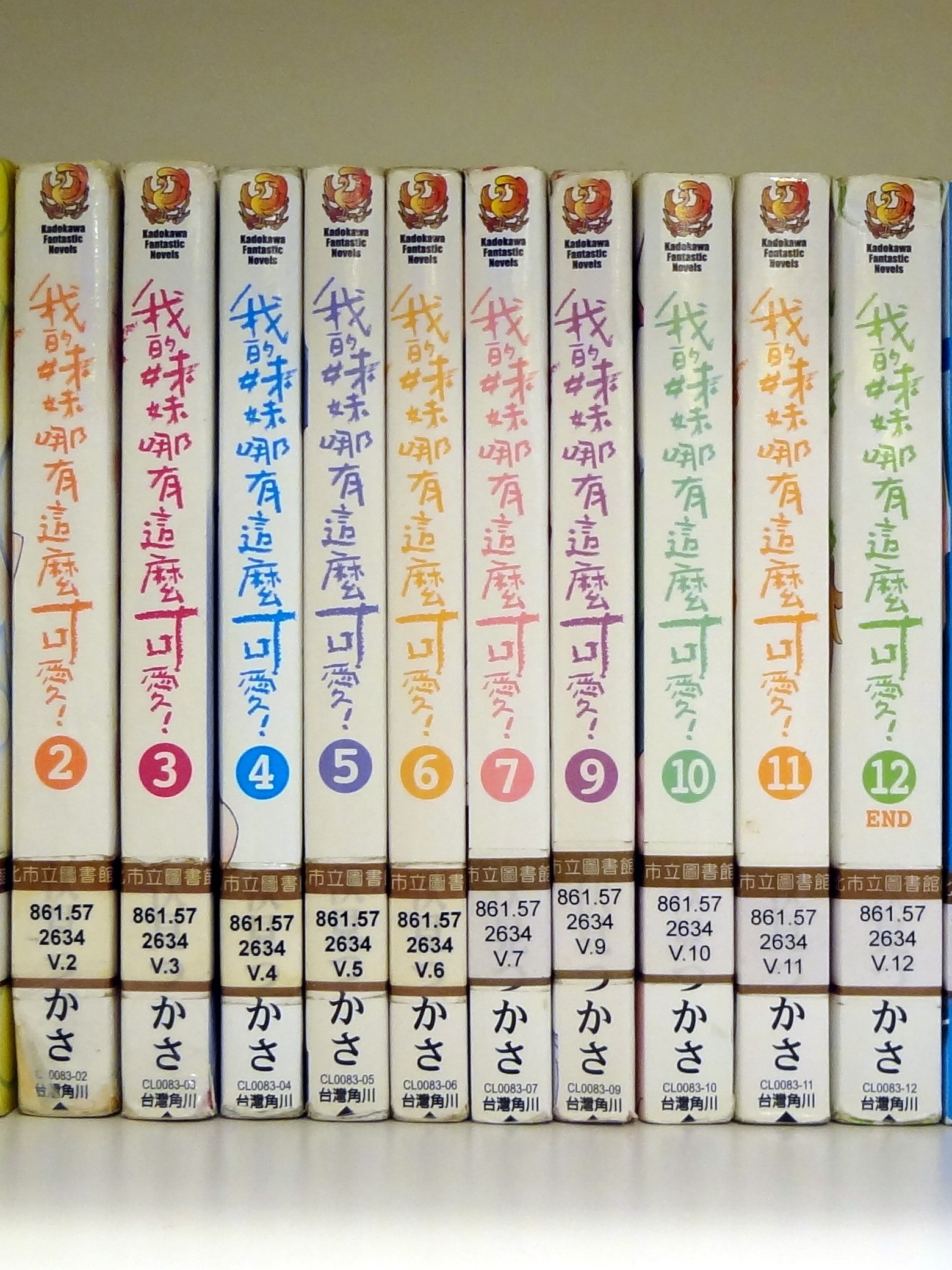
Novelas ligeras de Oreimo en japonés

Oreimo se creó con el objetivo de llamar la atención de otakus japoneses. El título se decidió en las etapas finales y se eligió «imōto» —en español: «hermanita»— porque buscaban una palabra que estuviera relacionada con Kirino. Fue Ittetsu Ohara, otro editor, quien ideó los títulos y conceptos de los videojuegos eróticos que aparecen en Oreimo. Al menos durante las primeras novelas, Fushimi escribía alrededor de dos páginas por hora, lo que daba unas veinte por día. Se eligió a Hiro Kanzaki para las ilustraciones porque los editores consideraron que su estilo combinaba perfectamente con el texto. Según Miki, el trabajo de Kanzaki se volvió «más dinámico» una vez se vio influido por el programa animado. No se añadió ninguna escena de carácter erótico para la primera entrega.
Al no tener hermanas menores, Fushimi escribió las escenas entre los Kōsaka desde la «imaginación. [...] Es más fantasía que realidad». El motivo por el que al principio se llevan mal se revela recién en los últimos tomos, aunque estuvo planeado desde el primero. Ya en los capítulos iniciales, se dan indicios de que existen sentimientos incestuosos entre ambos, subtrama que se incluyó por insistencia de Miki y que se desarrolla con el transcurso de la historia. El final estuvo planificado con antelación hasta cierto punto y, mientras creaba las distintas rutas de la novela visual —donde Kyōsuke es adoptado—, el autor compendió que debía mantenerlos como hermanos de sangre, porque de otra forma «no se transmitirían completamente los sentimientos románticos de Kirino». La relación entre Kyōsuke y Manami se enseña como de amistad y no es hasta la tercera novela que florecen sentimientos de otro tipo entre ellos, con motivo de añadir profundidad al vínculo entre los protagonistas, dado que Kirino comienza a sentirse celosa.
Fushimi desconocía la repercusión que tendría el primer volumen y lo escribió creyendo que «podía ser [su] último trabajo»; aun así, poco antes de la publicación ya había empezado a elaborar un borrador de la segunda novela. Dado que en esta nueva entrega los personajes participarían en el evento Comiket, decidió acudir personalmente para vivir de primera mano algunas de sus sensaciones. A sugerencia de Miki, en volúmenes posteriores se incluyeron cuestionarios sobre el rumbo que debía tomar la obra, con el fin de conocer opiniones de lectores y trabajar teniéndolas en cuenta. Aun con su política de profundizar en un tema considerado «escandaloso», durante la creación del tercer volumen, Fushimi llegó a desechar material. Dado que en ese punto de la historia Kirino se convierte en escritora y lidia con editores, el autor plasmó sus experiencias en esos capítulos al hacer referencias hacia el personal de Dengeki Bunko y otras compañías; sin embargo, esta parte fue rechazada y hubo que reescribirla contra reloj.

### Personajes
Se concibió a Kyōsuke como un protagonista con defectos, algo propio de un adolescente. Ni Miki ni Ohara tuvieron participación alguna en la creación y concepción de los personajes secundarios. Sin embargo, se incluyó a las amigas y compañeras de escuela de Kirino, Ayase y Kanako, a propuesta de otros miembros de la editorial. Durante el proceso de revisión, se modificó la personalidad de la primera, lo que llevó a reescribir todas sus escenas, y se suprimió gran parte de la participación de la segunda. Fue también de un editor de quien partió la idea de que Kanako fuera un personaje malcriado, para así «mostrar el lado oscuro» de una idol japonesa. Con respecto al diseño, Kanzaki dibujó a Ayase haciendo énfasis en sus muslos, al haber escenas donde da una patada al protagonista en represalia por una ofensa.
El concepto de Saori y Kuroneko proviene de dos trabajos anteriores del autor, ambos protagonizados por personajes femeninos socialmente torpes. Uno trata sobre una nerd decidida a hablarle a un muchacho que le gusta, mientras que el otro gira en torno a una geek que se enamora de un gato. Perfiló el personaje de Kuroneko de forma que fuera parecido al de Kirino en cuanto a carácter y de apariencia tierna, a pesar de su amarga forma de ser. Cabe mencionar que está inspirado en uno de los gatos disponibles en Monster Hunter Portable 3rd y no en uno muy similar perteneciente a Neko Sis, otra de las novelas de Fushimi, como habían especulado algunos lectores. Kuroneko está concebida para contrastar con Kirino, ya que son muy parecidas, mientras que Saori vendría a ser una especie de mediadora.
Para imprimir realismo a la historia, en los dos primeros tomos no se especifican aspectos personales sobre ninguna de las dos, puesto que los protagonistas las conocen a través de Internet; según explicó el autor: «Lo que hagan en su vida tus amigos en línea siempre es un misterio. Kuroneko y Saori podrán ser amigas de Kyōsuke, pero ni siquiera conocen su nombre completo. Retratar ese tipo de relación realista se me hizo interesante». En la obra se suele hacer referencia a la elevada estatura de Saori, rasgo basado en el personaje Bayonetta del videojuego homónimo. Las escenas sobre su pasado son las únicas que narra otro que no sea Kyōsuke, algo que no vuelve a suceder hasta el noveno volumen.
El padre de los protagonistas destaca por su severidad, rasgo que resulta relevante en la historia, debido a que en más de una ocasión deben ocultarle los gustos de Kirino. La inspiración para esta figura proviene del emperador Charles zi Britannia, de Code Geass. El diseño de Manami está inspirado en un personaje de la novela ligera Zefagarudo —de la misma editorial— y, con respecto a su carácter, se la creó para que contrastara con Kirino. Fushimi creía que los lectores encontrarían tediosa la personalidad rimbombante de la protagonista, así que, para compensar, añadió figuras más serenas. Luego se introduce a Akimi Sakurai, una antigua compañera de clase de Kyōsuke, con el fin de darle más profundidad al pasado de este, concretamente a los sucesos que explican cómo pasó de ser un muchacho ejemplar a uno perezoso.

### Adaptación
Por cuestiones de formato, existen divergencias en la manera en que se plasmó a Kyōsuke, ya que el programa no está narrado enteramente desde su perspectiva. Según Fushimi, al no tener información sobre lo que en realidad piensa el personaje, sus defectos no son tan perceptibles. Otras modificaciones destacables son las introducciones más tempranas de figuras como Ayase o la personalidad menos sarcástica de Kirino. Los diseños son fieles a la obra original, ya que el ilustrador Kanzaki Hiro también se encargó de este apartado, después de que Miki se lo propusiera a Aniplex. En el anime se incluyeron personajes que aún no habían aparecido en las novelas, como las hermanas de Kuroneko, puesto que, debido a la mencionada manera en que está narrado el material escrito, no se dan demasiados detalles sobre la vida cotidiana de los personajes secundarios. Si bien se promovió una encuesta para conocer las preferencias del público acerca de los actores de voz idóneos, al final no se tuvo en cuenta su opinión.
Fushimi participó en la elaboración de los guiones, aunque buena parte de su trabajo fue modificada por Hideyuki Kurata, mucho más experimentado en escritura de animes. Obra de Kurata es, por ejemplo, el octavo capítulo. La primera temporada cuenta con quince episodios, de los cuales solo los doce primeros se transmitieron en televisión. El duodécimo y el décimo tercero tienen la misma sinopsis, pero un final feliz y otro más realista. De acuerdo con el productor Atsuhiro Iwakami, el último capítulo televisado cierra de manera feliz porque se pretendía satisfacer al público. De acuerdo con Shinichiro Kashiwada, la segunda temporada conserva el mismo título, excepto por un punto, en virtud de «no cambiar absolutamente nada, ni siquiera la atmósfera». Esta abre con el regreso de Kirino al país, tras un período en el extranjero y, con todas las figuras principales ya introducidas, solo mediante escenas sobre el pasado de Saori se introducen nuevos personajes.

## Contenido

### Novelas ligeras
La editorial ASCII Media Works publicó doce novelas de esta serie bajo su sello Dengeki Bunko, la primera de las cuales, de 280 páginas, se lanzó el 10 de agosto de 2008 en Japón, a unos 670 yenes —poco más de cuatro dólares—. Como se había informado en un boletín el 3 de abril de 2013, el duodécimo y último volumen salió a la venta ese 7 de junio. Tras el final de la historia y una pausa de seis años, se retomó la publicación al adaptarse la ruta de Ayase de la novela visual. Con el subtítulo de Ayase if, se editó en dos tomos, el primero de los cuales se lanzó el 10 de agosto de 2019, a un precio de 590 yenes. Estaba programada para dos años antes, pero Fushimi no tuvo tiempo de escribir porque se encontraba supervisando el anime de Eromanga Sensei. Se adelantó que, en el caso de que estas fueran exitosas, también se planeaba realizar volúmenes sobre Kuroneko y Kanako. En efecto, dos novelas llamadas Kuroneko if se lanzaron al año siguiente; la primera se centra en este personaje y su interés por los fenómenos paranormales y el folclore japonés, mientras que en la segunda los protagonistas tienen más participación. El décimo séptimo y último tomo está protagonizado por Kanako y se lanzó el 10 de septiembre de 2021. Todas las novelas publicadas después de la duodécima son historias paralelas, por lo que la línea temporal no es exactamente la misma.
| 1  | 10 de agosto de 2008     | ISBN 978-4-04-867180-4 |
| 2  | 10 de diciembre de 2008  | ISBN 978-4-04-867426-3 |
| 3  | 10 de abril de 2009      | ISBN 978-4-04-867758-5 |
| 4  | 10 de agosto de 2009     | ISBN 978-4-04-867934-3 |
| 5  | 10 de enero de 2010      | ISBN 978-4-04-868271-8 |
| 6  | 10 de mayo de 2010       | ISBN 978-4-04-868538-2 |
| 7  | 10 de noviembre de 2010  | ISBN 978-4-04-870052-8 |
| 8  | 10 de mayo de 2011       | ISBN 978-4-04-870486-1 |
| 9  | 10 de septiembre de 2011 | ISBN 978-4-04-870813-5 |
| 10 | 10 de abril de 2012      | ISBN 978-4-04-886519-7 |
| 11 | 10 de septiembre de 2012 | ISBN 978-4-04-886887-7 |
| 12 | 7 de junio de 2013       | ISBN 978-4-04-886887-7 |
| 13 | 10 de agosto de 2019     | ISBN 978-4-04-893285-1 |
| 14 | 10 de junio de 2020      | ISBN 978-4-04-912896-3 |
| 15 | 10 de septiembre de 2020 | ISBN 978-4-04-913270-0 |
| 16 | 10 de marzo de 2021      | ISBN 978-4-04-913436-0 |
| 17 | 10 de septiembre de 2021 | ISBN 978-4-04-913445-2 |

### Manga
Entre 2009 y 2011, el contenido de las novelas se adaptó a manga, trabajo publicado en la Dengeki G's Magazine, escrito por Fushimi e ilustrado por Sakura Ikeda, en ese entonces una novata. El formato exploró en profundidad la relación entre los Kōsaka, se dio mayor participación a Manami y se restó importancia a personajes como Kuroneko y Saori. La historieta emitió cuatro volúmenes, cuyo contenido corresponde a lo narrado en las dos primeras novelas, y tiene su propio final. Diferentes editoriales licenciaron la obra con el próposito de difundiarla en español; en el caso de España, Ivrea consiguió los derechos en abril de 2015 y empezó a publicarla un mes después, un tomo cada dos meses. Cabe resaltar que se agregó color a algunas de las doscientas páginas de los volúmenes. Por otra parte, la editorial Kamite se hizo cargo de la distribución en México y lanzó el primer tomo el 9 de diciembre de 2015.
Asimismo, en 2011 se publicó el manga derivado Ore no Kōhai ga Konnani Kawaii Wake ga Nai, que también adapta la historia original y está ilustrado por Ikeda, pero que presenta a Kuroneko como protagonista femenina. Se serializó primero en la Dengeki G's Magazine y más adelante en la Dengeki G's Comic. El primero de los seis volúmenes recompilados en tankōbon se publicó el 26 de mayo de 2012, cuenta con 162 páginas y presenta los diseños de los personajes a cargo de Hiro Kanzaki. El sexto, por su lado, salió al mercado el 27 de julio de 2015 en Japón. Se realizaron dos mangas más basados en novelas: una adaptación de Ayase if a cargo de Keiji Watari y publicada entre agosto de 2019 y junio de 2020; y una de Kuroneko if, escrita por Mori Airi y serializada en la Gekkan Shōnen Ace desde el 26 de julio de 2021.
| Lista de volúmenes | Lista de volúmenes      | Lista de volúmenes     | Lista de volúmenes       | Lista de volúmenes     | Lista de volúmenes     | Lista de volúmenes     |
| #                  | Fecha de publicación    | ISBN                   | Fecha de publicación     | ISBN                   | Fecha de publicación   | ISBN                   |
| ------------------ | ----------------------- | ---------------------- | ------------------------ | ---------------------- | ---------------------- | ---------------------- |
| 1                  | 27 de octubre de 2009   | ISBN 978-4-04-868172-8 | 27 de mayo de 2015       | ISBN 978-8-416-42654-6 | 9 de diciembre de 2015 | ISBN 750-0-588-00769-7 |
| 2                  | 27 de agosto de 2010    | ISBN 978-4-04-868732-4 | 17 de julio de 2015      | ISBN 978-8-416-51207-2 | 5 de febrero de 2016   | ISBN 750-0-588-00770-3 |
| 3                  | 10 de diciembre de 2010 | ISBN 978-4-04-870111-2 | 25 de septiembre de 2015 | ISBN 978-8-416-51258-4 | 23 de marzo de 2016    | ISBN 750-0-588-00771-0 |
| 4                  | 27 de abril de 2011     | ISBN 978-4-04-870480-9 | 16 de octubre de 2015    | ISBN 978-8-416-51287-4 | 17 de junio de 2016    | ISBN 750-0-588-00772-7 |

### CD drama
En enero de 2010, ASCII Media Works anunció la realización de un CD drama en donde se relatarían los eventos de la primera y la tercera novela, así como un nuevo escenario escrito por Fushimi. Hubo un guionista al que se contrató para que se hiciera cargo de todo el trabajo, pero Fushimi insistió en componer una historia. Participaron Ayana Taketatsu y Yūichi Nakamura en los papeles de Kirino y Kyōsuke, respectivamente. Originalmente programado para marzo, finalmente lo sacaron al mercado en mayo. Se incluyó un folleto con el guion de Fushimi, que difiere ligeramente del contenido del CD drama en virtud de que se permitió improvisar a los actores de voz.

### Radio por Internet
Un espectáculo de radio por Internet titulado Ore no Imōto ga (Radio de mo) Konna ni Kawaii Wake ga Nai (俺の妹が(ラジオでも)こんなに可愛いわけがない?) empezó a emitirse por streaming el 13 de agosto de 2010, a través de la página web del anime. Estuvo presentado por Taketatsu y Kana Hanazawa, quien actúa como Kuroneko en el programa animado. El último de los dieciocho programas se publicó el 26 de diciembre de 2013 y dura poco más de cuarenta minutos.

### Anime
| Director             | Hiroyuki Kanbe                       |
| Creador original     | Tsukasa Fushimi                      |
| Composición          | Hideyuki Kurata                      |
| Dirección artística  | Koji Eto (T1) Kouji Okamoto (T2)     |
| Diseño de personajes | Hiroyuki Oda                         |
| Edición              | Masaki Utsunomiya (T1) Aya Hida (T2) |
| Música               | Satoru Kōsaki                        |

A finales de abril de 2010, se anunció la realización de una adaptación a anime, y el 10 de mayo se reportó que sería producida por el estudio AIC y dirigida por Hiroyuki Kanbe, datos incluidos en la sexta novela ligera. Se eligió a los mismos actores de voz que habían trabajado en el CD drama poco antes. Los doce episodios se emitieron entre el 3 de octubre y el 19 de diciembre de 2010 en la cadena Tokyo MX. Aniplex of America los transmitió simultáneamente en Norteamérica por medio de Anime News Network, operación que se suspendió al filtrarse el segundo capítulo, motivo por el cual se reembolsó a quienes habían optado por el servicio. No obstante, la difusión se reanudó el 8 de noviembre, fecha en que se publicaron los primeros cuatro episodios.
Se transmitieron cuatro episodios originales, los cuales funcionan como historias paralelas, tanto en la página web del programa como en los sitios Nico Nico Douga, Showtime Japan y MovieGate, pero solo durante dos semanas. Los dos primeros están incluidos en el séptimo volumen Blu-ray y DVD, lanzado el 27 de junio de 2011, mientras que el tercero y el cuarto forman parte del octavo volumen, estrenado ese 27 de julio. La primera unidad en formato Blu-ray y DVD se lanzó el 22 de diciembre de 2010, y la última, como ya se mencionó, se publicó el 27 de julio del año siguiente. Cada una contiene dos episodios, además de que el primer paquete incluye una historia inédita sobre Kuroneko escrita por Fushimi y corregida por Hideyuki Kurata y otros encargados del anime. En octubre de 2011, Aniplex of America lanzó una caja recopilatoria de DVD con subtítulos en inglés.
En la Anime Contents Expo, celebrada en abril de 2012, se informó de que estaba en producción una segunda temporada, que llevó por título Ore no Imōto ga Konnani Kawaii Wake ga Nai. —es decir, «igual que la primera pero con un punto al final»—. Se diferencia de su antecesora porque fue animada por A-1 Pictures, aunque se mantuvo a la mayor parte del equipo de producción, entre ellos Kanbe. Se produjeron trece episodios, emitidos entre el 6 de abril y el 29 de junio de 2013 en las cadenas japonesas Tokyo MX TV, TV Kanagawa, Tochigi TV y Gunma TV. Al igual que la primera temporada, no concluye la historia, sino que continúa con tres ONA que Crunchyroll transmitió el 17 de agosto, al mismo tiempo que en Japón. También se lanzaron Blu-ray y DVD de esta temporada, en los que se incluyó varios CD drama sobre historias que no pudieron adaptar para el programa. Esta serie también está licenciada por Aniplex of America, y Crunchyroll tiene los derechos para la difusión en Hispanoamérica con subtítulos en español.

#### Banda sonora
La banda sonora del primer anime, Ore no Imōto ga Konna ni Kawaii Wake ga Nai Original Soundtrack, fue compuesta por Satoru Kōsaki y distribuida por Sony Music el 12 de enero de 2011 en Japón. Contiene treinta y ocho pistas y dura poco más de una hora. Por otra parte, el 7 de diciembre de ese año se lanzó el álbum Ore no Imōto ga Konna ni Kawaii Wake ga nai Colección completa + - Oreimo Comp+!, dos CD en los que están incluidos el tema de apertura y los cuatro de cierre, además de otras canciones. El 26 de abril de 2017, Aniplex publicó «Oreimo (Ore no Imōto ga Konna ni Kawaii Wake ga Nai.)» Complete Collection, dos discos que contienen veintitrés pistas, entre ellas el opening y los dieciséis ending de la segunda temporada. Tim Jones, de THEM Anime Reviews, opinó que «la banda sonora está repleta de canciones animadas que olvidas al instante».
El opening de la primera temporada es «irony» de ClariS, dúo de artistas que en ese entonces todavía estaban en escuela secundaria. Fue el sexto sencillo de un artista novato que más ventas consiguió en Japón durante 2010 y fue la primera de múltiples colaboraciones entre ClariS y Oreimo; a modo de ejemplo, el tercer sencillo del grupo, «nexus», se utilizó como inicio de Ore no Imōto ga Konna ni Kawaii Wake ga Nai Portable ga Tsuzuku Wake ga Nai. También, «nexus» figuró como canción de la novena novela ligera, en la cual las artistas realizaron un cameo. Cada episodio cuenta con un ending, todos interpretados por distintas actrices de voz: «Imōto Plea—se!» (妹プリ〜ズ!?), por Ayana Taketatsu; «Shine!», por Taketatsu; «Horaism» (ほらいずむ?), por Taketatsu; «Shiroi Kokoro» (白いココロ?), por Saori Hayami; «Orange» (オレンジ?), por Taketatsu; «Maegami» (マエガミ☆?), de Satomi Satō; «Masquerade!», de Kana Hanazawa; «Chameleon Daughter» (カメレオンドーター?), de Hitomi Nabatame; «Suki Nandamon!» (好きなんだもん！?), por Taketatsu; «Iie, Tom wa Imōto ni Taishite Seiteki na Kōfun o Oboetimasu» (いいえ、トムは妹に対して性的な興奮をおぼえています?), por Yukari Tamura; «Akihabara Dance Now!!» (アキハバラ☆だんす☆なう!!?), por Taketatsu, Hanazawa y Nabatame; «Tadaima.» (ただいま。?), por Taketatsu; «READY», por Taketatsu; «Inochi Mijikashi Koiseyo Otome» (†命短し恋せよ乙女†?), por Hanazawa; «Shokuzai no Serenade» (贖罪のセレナーデ?), por Hanazawa y Nakamura; y «keep on runnin», por Taketatsu.
En cuanto a la segunda temporada, entre el 22 de junio y el 31 de julio de 2012 los espectadores tuvieron la posibilidad de enviar canciones a la web Niconico, ya que se anunció que Aniplex eligiría una y la usaría como tema de cierre. El resultado fue de 1200 pistas, todas de diferentes géneros, puesto que no se había especificado ningún estilo en el anuncio. Nuevamente, ClariS se encargó de interpretar el tema de apertura, «reunion», que también funciona como canción de cierre del primer episodio. Las actrices de voz volvieron a interpretar los restantes ending, que son los siguientes: «Kanjou Sen loop (感情線loop)», por Taketatsu; «Filter», por Hayami; «Forever...», por Taketatsu, Hanazawa y Nabatame; «Honest☆Rhapsody», por Taketatsu; «Keep», por Taketatsu; «Monochrome☆HAPPY DAY», por Hanazawa; «Kyou mo Shiawase» (きょうもしあわせ?), por Yui Ogura; «Setsuna no Destiny» (刹那のDestiny?), por Hanazawa; «answer», por Taketatsu; «Hoshikuzu Cosplay☆Witch! Desu!» (星くずこすぷれ☆うぃっち！です！?), por Misaki Kuno; «Arifureta Mirai he» (ありふれた未来へ?), por Satō; «Omou Koto» (想うコト?), por Hayami; «Honto no Kimochi» (ホントの気持ち?), por Taketatsu y Satō; «The Last Ceremony», por Hanazawa; «will», por Taketatsu; y «Thank You», por Taketatsu.

### Videojuegos
Bandai Namco Games desarrolló una novela visual para PlayStation Portable basada en la serie, Ore no Imōto ga Konna ni Kawaii Wake ga Nai Portable, que salió al mercado el 27 de enero de 2011. Como es común en este tipo de videojuegos, tiene variedad de rutas —cada una centrada en un personaje femenino— y finales. Fushimi ideó los escenarios protagonizados por Ayase y Kanako, Miki el de Manami, y Hiro Kanzaki el de Saori. A esta siguió Ore no Imōto ga Konna ni Kawaii Wake ga Nai Portable ga Tsuzuku Wake ga Nai, título que surgió después de que Bandai elaborara una encuesta en línea. El productor Takasuke Futami la definió como «una continuación directa de su antecesora», aunque no la consideró una secuela en sí. Además, agregó que esta entrega requirió la grabación de cuatro mil diálogos nuevos, interpretados por los mismos actores del anime. Originalmente programada para el 29 de marzo de 2012, se lanzó recién el 17 de mayo de ese año, con el fin de modificar algunos detalles y «mejorar la satisfacción del usuario». Además, el 26 de septiembre de 2013, Bandai sacó al mercado japonés un videojuego para PlayStation 3 llamado Ore no Imōto ga Konnani Kawaii Wake ga Nai Happy End, en el que el usuario controla a Kyōsuke, quien es mánager de Kirino, Kuroneko, Ayase, Manami y Kanako, y las prepara para sesiones fotográficas.

### Libros
En el evento Machi Asobi de 2013, se anunció que se continuaría publicando material escrito relacionado con Oreimo, el cual estaría disponible por medio del servicio Niconico. Allí se lanzó, ese mismo año, una novela colaborativa entre la franquicia y el manga To Aru Kagaku no Railgun, My Little Sister Can't Cooperate with a Railgun, ambientada después del duodécimo volumen. Asimismo, Aniplex sacó a la venta Ore no Imōto ga Konna ni Kawaii Wake ga Nai Anime Production Materials Collection, que, a lo largo de sus 304 páginas, brinda detalles sobre la elaboración de las dos temporadas del anime. El producto estuvo disponible en el evento Comiket entre el 29 y el 31 de diciembre de 2013 y, luego, pasó a integrar el catálogo del sitio web Aniplex+. Por otro lado, se produjeron dos artbooks con ilustraciones de Hiro Kanzaki; el primero, editado en junio de 2014, contiene una breve historia escrita por Fushimi, Ore no Imōto ga Konnani Kawaii Wake ga Nai After Story, en la que se relatan sucesos posteriores al final de la novela. Entre tanto, el segundo se lanzó al año siguiente.

## Recepción

### Críticas

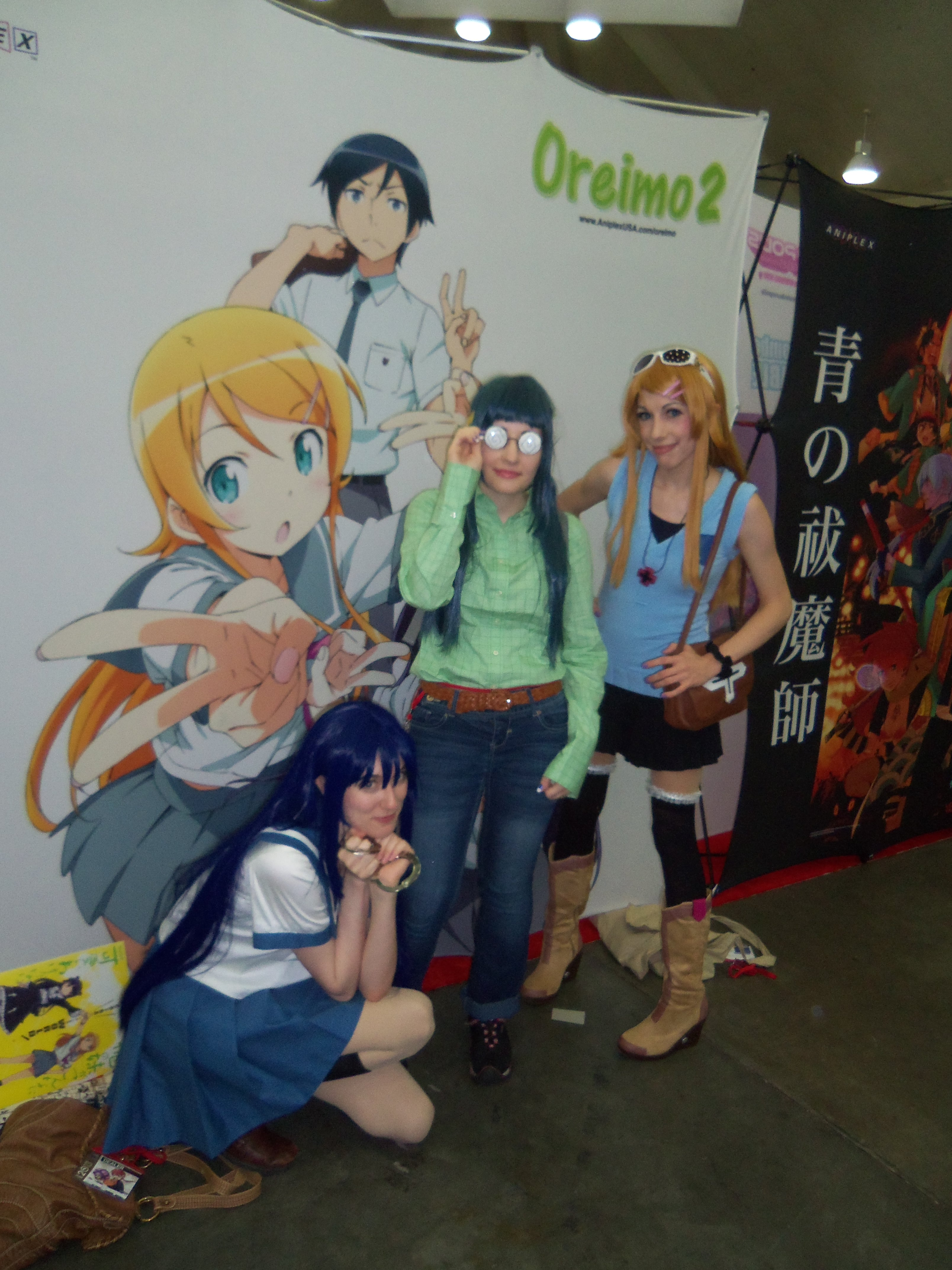
De izquierda a derecha: cosplayers de Ayase, Saori y Kirino en una convención estadounidense

Patrick Armstrong, de Game Rant, lo incluyó entre sus animes sobre la cultura otaku preferidos y lo definió como «obsceno y de mal gusto, pero honesto. [...] Tan honesto que muestra lo vergonzoso que puede ser que te guste algo que todos menosprecian, lo que sucede a muchos otaku. Oreimo nunca da la espalda a este tema». Kim Morrissy opinó en Anime News Network que «la historia en términos generales funciona como una introducción accesible a la subcultura otaku, y el pintoresco elenco de personajes secundarios son memorables por sí solos». Para ese sitio web, Jacki Jing y Lynzee Loveridge redactaron una lista sobre las cinco peores relaciones en el anime, donde incluyeron a los protagonistas de Oreimo y resumieron: «Los hermanos que forman pareja en el anime generalmente no comparten sangre, alguno es adoptado o en realidad resultan ser primos, [pero] Kyōsuke y Kirino, no. [...] Y aunque inicialmente su posible relación era una forma de comedia y no algo que fuera a suceder, el anime logró alejar a muchos de sus fanáticos cuando fue al grano y sus personajes principales acabaron comprometidos».
Tim Jones, de THEM Anime Reviews, indicó que Oreimo desarrolla mejor su historia y tiene mejor animación que otras series de argumento similar, como Nogizaka Haruka no Himitsu, a la vez que criticó el comportamiento hostil que Kirino adquiere a partir del quinto episodio. Citó, a modo de ejemplo, un diálogo en el que ella exclama que «ojalá un camión atropelle a [su] hermano», además de definirla como una «Mary Sue», puesto que sus cercanos se «someten ante sus deseos y necesidades», sin importar qué tan «egoísta, mezquina e hipócrita» sea. Jones también fue severo a la hora de juzgar a Ayase y Kanako, ya que llamó «[personaje] espantoso» a la primera y «una completa zorra» a la segunda, pero escribió en buenos términos sobre Kyōsuke, al encontrarlo «divertido», y Manami, quien junto con su familia traen «calma» a una serie repleta de escenas dinámicas, especialmente en las que sale Kirino. En su reseña de la segunda temporada, Allen Moody, igualmente de THEM Anime Reviews, elogió el episodio que revela el pasado de Saori porque se enseña que este personaje está en medio de un proceso de desarrollo personal. Sin embargo, observó una pérdida de sentido del humor: «De los trece episodios, solo en el undécimo hay algunos chistes buenos. Y hay tres que simplemente parecen relleno, no son divertidos ni sirven para el avance de la historia».
Con respecto a otros formatos, en la descripción de Publishers Weekly sobre el manga de Oreimo, se afirma que está lleno de escenas «incómodas», en virtud del fanservice, y que contiene poco humor. Además, llama a las ilustraciones de Ikeda «básicas y aburridas, salvo cuando tiene que dibujar partes del cuerpo a las que se les presta especial atención». Por último, se la definió como una obra «completamente desagradable, del tipo que trae mala reputación al manga». La reseña de Ramen para Dos, en la que solo se analiza el manga, afirma que en este formato se profundizó en mayor medida la relación entre los protagonistas y concluyó que estaba bien adaptada. Entre los aspectos negativos, se mencionó que las viñetas contienen pocos detalles, especialmente los fondos. Otra crítica sobre el manga es la que escribió Lesley Aeschliman, para el periódico Seattle Post-Intelligencer, quien, luego de ver el primer episodio del programa animado, dijo que en la historieta la narración era más directa y el diseño de personajes «más tosco». En cuanto al manga protagonizado por Kuroneko, un periodista de Publishers Weekly mencionó que no era fácil de asimilar a menos que previamente se hubieran leído las novelas, además de que contenía escenas eróticas que cosificaban a los personajes femeninos y resultaban incómodas. Concluyó que «el libro es difícil de leer, visualmente aburrido y los varios sucesos no terminan de conectar bien entre sí».

### Popularidad

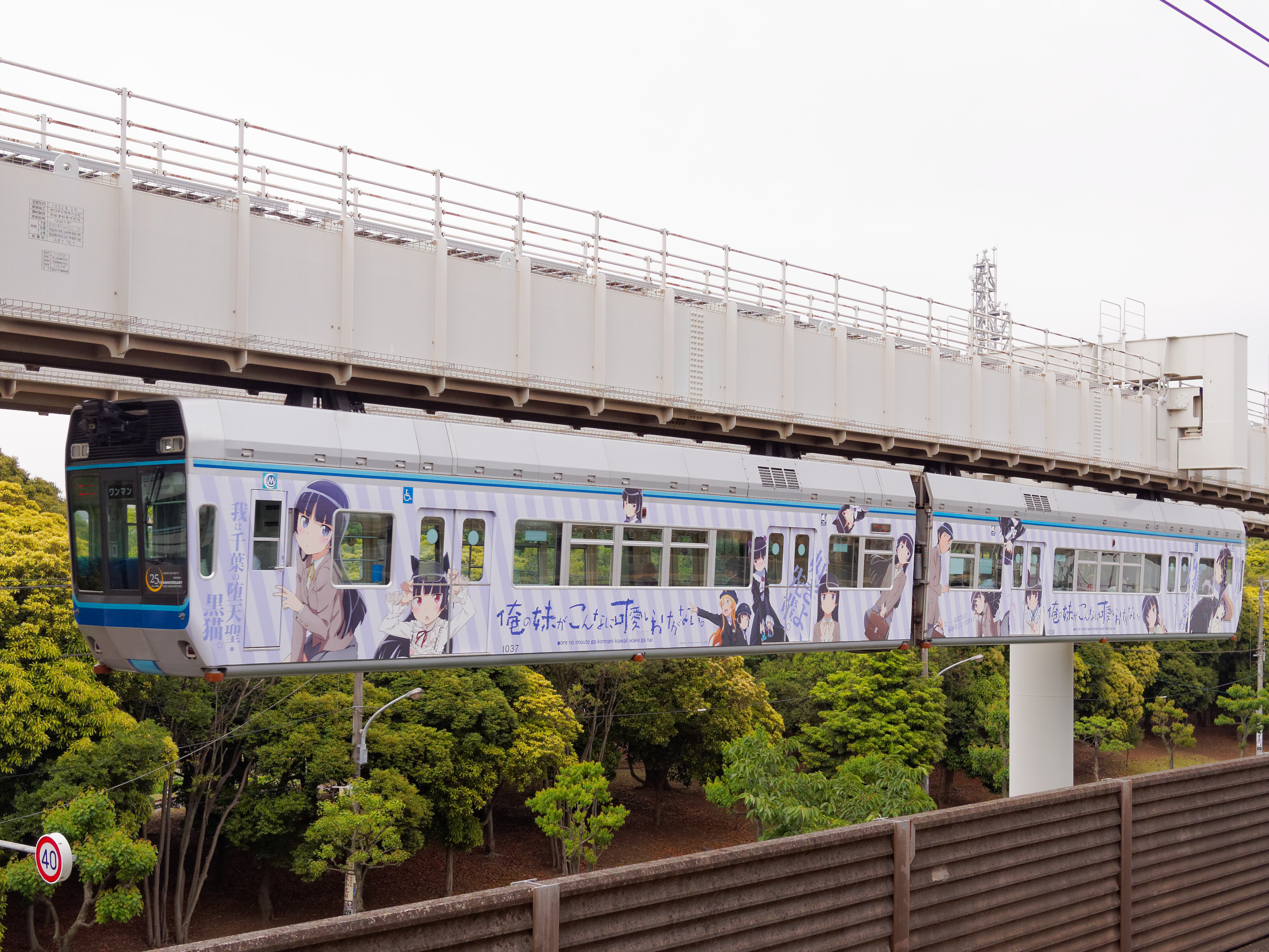
Un Chiba Monorail pintado con personajes de Oreimo, junio de 2013

Ramen para Dos describió a Oreimo como «un fenómeno dentro de la literatura juvenil», ya que en el segundo semestre de 2008 se posicionó entre las novelas más populares de Japón. Un editor de Niconico hizo alusión al impacto que tuvo en la industria al afirmar que «ese 10 de agosto de 2008, las comedias románticas sobre estudiantes sufrieron un cambio drástico» y, a continuación, sugirió que numerosos escritores y editores titularon sus obras de forma similar a Ore no Imōto ga Konna ni Kawaii Wake ga Nai en un intento de atraer a sus muchos lectores. Su presencia en los medios fue tal que durante un tiempo se pintó el Chiba Monorail con personajes de la serie.
Los primeros cinco volúmenes acumularon 920 000 ventas y, en esos momentos, la serie tenía más demanda que otras novelas populares de Dengeki Bunko, como Durarara!! o Ladies versus Butlers! El rendimiento no disminuyó con el correr de los años; del décimo tomo, por ejemplo, se compraron 137 772 ejemplares entre el 9 y el 15 de abril de 2012, lo que la convirtió en la cuarta entrega consecutiva en alcanzar el primer lugar en la lista de Oricon de novelas más vendidas en una semana. Hacia ese año, se habían registrado 3,7 millones de copias impresas, y para mediados de 2019 llevaba vendidas más de cinco millones. En cuanto al desempeño comercial en España, Ivrea anunció en 2016 que dejaría de publicar el manga, pues no registró las suficientes ventas. A pesar de ello, en Estados Unidos y otros países sí consiguió cierto éxito.
Kirino y Kuroneko son los personajes más populares de la franquicia, de acuerdo con una encuesta realizada por Dengeki Bunko. Prueba de ello es que se haya usado la imagen de la primera en una campaña del Ministerio de Asuntos Internos y Comunicaciones de Japón, con el objetivo de alentar a los ciudadanos de entre dieciocho y diecinueve años a votar, un derecho que antes de 2016 no tenían reconocido. Acerca de la segunda, cabe mencionar un hecho sucedido en 2012, cuando un hombre originario de Anan descubrió la dirección de correo electrónico de Fushimi y le envió mensajes donde, además de amenazarlo de muerte, demostró desprecio por la supuesta preferencia del autor hacia Kuroneko. Ayase las sigue en lo que a popularidad refiere y, en 2021, fue uno de los personajes usados como propaganda por la Cruz Roja de Japón para animar a los jóvenes a donar sangre. Las figuras femeninas de Oreimo han inspirado cosplay, y se utilizó la imagen de varias en productos de un Cure Maid Cafe en Akihabara con motivo de una colaboración entre la franquicia y esa cafetería.

### Mercadotecnia

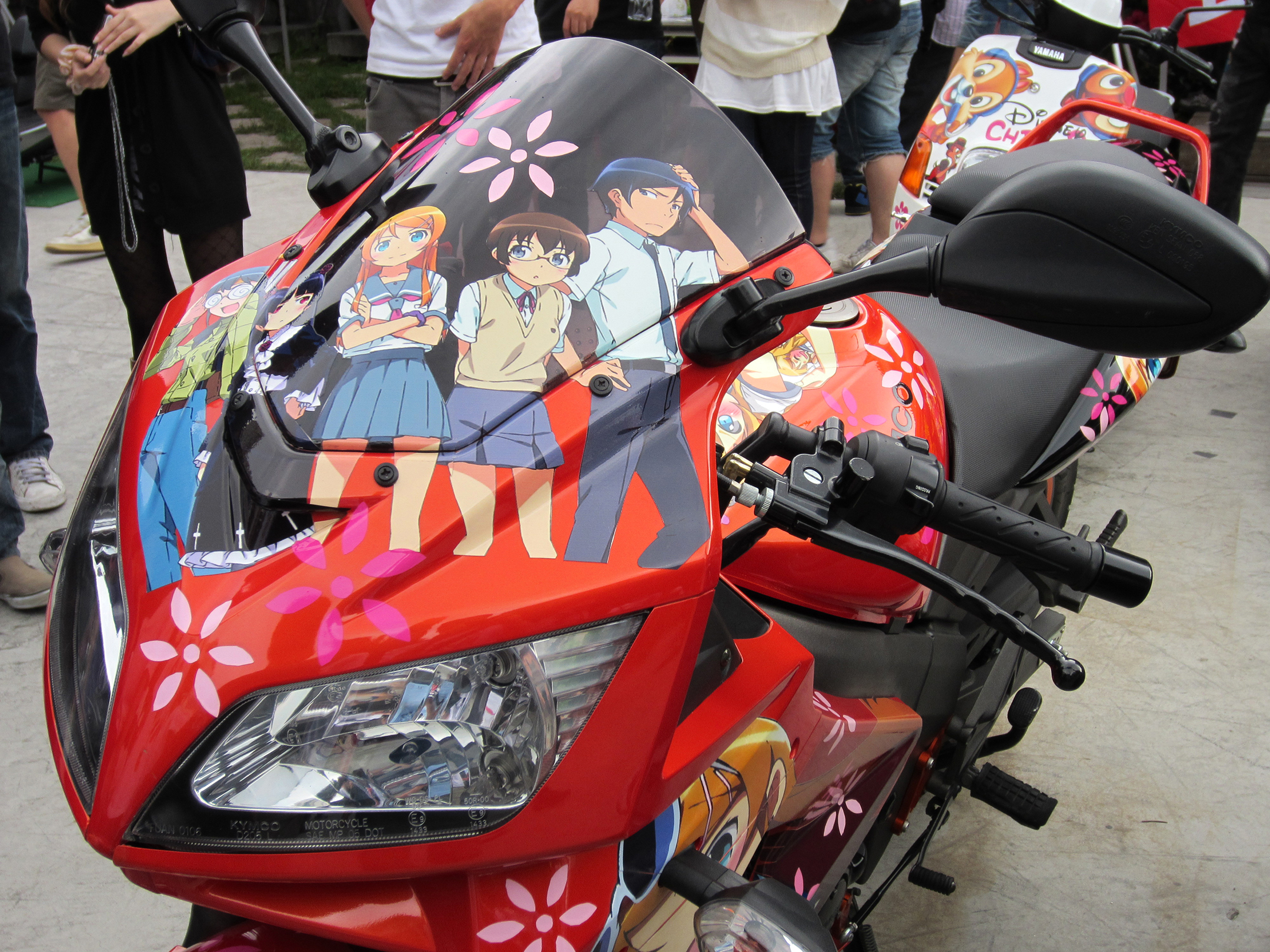
Calcomanías de Oreimo adheridas en una motocicleta

En virtud del éxito de la franquicia, se han comercializado gran cantidad de productos basados en sus personajes, como llaveros, prendas de vestir, figuras de acción y variedad de fan comic. SuperGroupies es una de las marcas japonesas que se dedican a ello, dado que venden relojes, carteras y bolsos con diseños que emulan a Kirino y Kuroneko; otra es FREEing, que fabrica muñecos de unos treinta centímetros de personajes de Oreimo. Por un tiempo limitado, la página web japonesa Gamers ofreció en su catálogo toallas y alfombras con diseños de Kirino, Kuroneko y Ayase.
En septiembre de 2012, Taito Corporation incluyó en sus máquinas de premios peluches cuyas figuras se asemejaban a Kirino y Kuroneko. En marzo de 2013, por el vigésimo aniversario de su fundación, ASCII Media Works lanzó al mercado un conjunto de veinte figuras de sus personajes más populares, entre ellos Kirino. Al año siguiente, tres marcas colaboraron en la fabricación de varios tipos de cortinas, estuches e inclusive pasteles. Además, Curtain Tamashii creó alfombrillas y soportes de acrílico con la imagen de Kirino, mientras que otra compañía elaboró veinte figuras de Ayase en tamaño real para su venta en territorio japonés. En conmemoración del décimo aniversario del anime, Movic lanzó una colección especial que incluyó un certificado de matrimonio y tres anillos de plata que emulaban a los usados en la serie.